# GrapheneOS
GrapheneOS és un sistema operatiu mòbil de codi obert basat en Android centrat en la privadesa i la seguretat per a dispositius Google Pixel seleccionats, com ara telèfons intel·ligents, tauletes tàctils i dispositius plegables.

## Història
El seu desenvolupador de programari principal, Daniel Micay, va treballar primer a CopperheadOS, fins que un conflicte sobre llicències de programari entre els cofundadors de Copperhead Limited va provocar l'acomiadament de Micay de l'empresa el 2018. Després de l'incident, Micay va continuar treballant en el projecte Android Hardening, que va ser rebatejat com a GrapheneOS i anunciat l'abril de 2019.
El març de 2022, dues aplicacions GrapheneOS, Secure Camera i Secure PDF Viewer, es van llançar a la plataforma de distribució Google Play. El mateix mes, GrapheneOS va presentar Android 12 per als dispositius Google Pixel després de ProtonAOSP.
El maig de 2023, Micay va comunicar que renunciava com a desenvolupador principal de GrapheneOS i com a director de la Fundació GrapheneOS.